# 8시간 노동제
8시간 노동제(八時間労働制)란 노동자의 건강을 지키기 위해 휴일을 제하고 하루에 8시간, 즉 1주일에 40시간을 초과하여 노동하는 것을 금하는 제도이다.
산업혁명 당시 영국에서 평균 노동시간은 하루 10-16시간, 휴일은 일주일에 1일 뿐이었다. 1810년 로버트 오웬이 1일 10시간 노동을 호소하고 자신이 경영하던 뉴라나크 공장에서 그것을 실천에 옮겼다. 또 1817년에는 1일 8시간 노동을 목표로 “8시간 노동, 8시간 수면, 8시간 휴식”의 구호가 만들어졌다. 오웬 등의 운동 결과 영국 정부는 1833년 공장법을 제정했는데 그 내용은 불충분했고 1847년 법개정을 통해 드디어 유소년 노동자 및 여성 노동자에 대한 10시간 노동 제한이 실현되었다. 프랑스 노동자들은 1848년 혁명 이후에야 1일 12시간 노동을 쟁취했다. 초기 노동조합과 차티스트 운동은 노동환경 개선과 노동시간 단축을 호소했다.
1886년 5월 1일 시카고, 뉴욕, 보스턴 등 미국 전역에서 38만 명 이상의 노동자가 8시간 노동제를 요구하며 파업에 나섰다. 그러나 이틀 후 시카고의 기계노동자 4명이 경찰에게 사살당하고 그 하루 뒤 시카고 헤이마켓 광장에서 집회 중 누군가 폭탄을 던졌다. 이를 계기로 경찰은 노동조합원 8명을 범인으로 체포하고 4명을 사형시켰다. 자본가들은 노동조합을 압박하고 고립시키면서 8시간 노동제 약속을 폐기시켰는데, 이것이 헤이마켓 사건이다. 1890년 5월 1일 프랑스 혁명 백주년 기념일을 맞아 프랑스를 본부로 하는 제2인터내셔널은 미국 노동조합의 요청에 따라 세계 각지에서 일제히 집회시위를 하기로 결정했고 이후 매년 5월 1일 각국에서 노동절이 개최되게 되었다.
1917년 러시아 소비에트 연방 사회주의 공화국은 세계 최초로 국가 법률로서 8시간 노동제를 확립했다. 1919년 국제노동기구(ILO) 제1회 총회에서 1일 8시간, 주 48시간 노동제를 정하고 국제 노동기준으로 확립했다.

## 같이 보기
- 유연근무제
- 주4일근무제
- 헤이마켓 사건